# Sphenella crenata
Sphenella crenata är en tvåvingeart som beskrevs av Munro 1957. Sphenella crenata ingår i släktet Sphenella och familjen borrflugor.
Artens utbredningsområde är Kenya. Inga underarter finns listade i Catalogue of Life.